# Castell'Azzara
Castell'Azzara è un comune italiano di 1 266 abitanti della provincia di Grosseto in Toscana.

## Geografia fisica

### Territorio
Il territorio comunale di Castell'Azzara si estende tra le pendici meridionali del cono vulcanico del Monte Amiata, fino alla sponda settentrionale dell'area del tufo e alla valle del fiume Paglia. L'area settentrionale ed occidentale del territorio comunale ha avuto in passato una certa importanza per i giacimenti minerari, soprattutto di cinabro, che erano noti fin dall'antichità.
I limiti amministrativi vedono confinare Castell'Azzara a nord con il comune di Piancastagnaio e la provincia di Siena, a est e sud-est con il comune di Sorano, a sud-ovest con il comune di Semproniano e a nord-ovest con il comune di Santa Fiora.
Il territorio comunale ha un dislivello variabile tra i 353 metri s.l.m. che si registrano presso la Villa Sforzesca e i 1.107 metri s.l.m. della vetta del Monte Civitella che si eleva a ovest del centro abitato di Castell'Azzara, separandolo da quello della frazione di Selvena. In particolare, la parte settentrionale, centrale e occidentale del territorio comunale, che includono anche il centro di Castell'Azzara e quello della frazione di Selvena, risultano essere quasi interamente montuose; la rimanente parte meridionale ed orientale oscilla generalmente su quote collinari, più elevate verso sud e più basse verso est dove la valle del Paglia fa segnare valori altimetrici simili a quelli di quasi tutta l'area del Tufo, con la quale risulta in continuità su questo versante. La sede comunale, trovandosi a 815 m di altitudine, risulta la più elevata di tutta la provincia.
- Classificazione sismica: zona 2 (sismicità medio-alta), Ordinanza PCM 3274 del 20/03/2003

### Clima
Il clima di Castell'Azzara è influenzato dall'altitudine; ciò nonostante, la posizione a sud-est del cono vulcanico amiatino, fa sì che la temperatura sia relativamente meno fredda rispetto alle medesime quote del versante opposto.
In base ai dati medi disponibili per il trentennio 1951-1980 forniti unicamente da una stazione meteorologica situata presso la località di Selvena e di seguito riportati nella tabella, la temperatura media annua si aggira sui +12,2 °C a 640 metri s.l.m., mentre le precipitazioni medie annue risultano abbondanti, oltre i 1.400 mm, favorite quasi certamente dall'effetto stau rispetto ai venti occidentali (Monte Civitella) e a quelli provenienti dai quadranti meridionali (cono vulcanico del Monte Amiata), oltre alla probabilità di temporali termoconvettivi estivi, vista la vicinanza di rilievi montuosi ben organizzati. Valori termometrici maggiori e pluviometrici sensibilmente minori sono ipotizzabili nell'area della Villa Sforzesca, situata a est delle vette montuose ad una quota di bassa collina.
I 2689 gradi giorno registrati nel centro di Castell'Azzara hanno fatto includere l'intero territorio comunale in zona E, consentendo l'accensione degli impianti di riscaldamento per un massimo di 14 ore giornaliere tra il 15 ottobre e il 15 aprile.
| Località | altitudine       | temperatura media annua | precipitazioni medie annue | media di riferimento |
| -------- | ---------------- | ----------------------- | -------------------------- | -------------------- |
| Selvena  | 640 metri s.l.m. | 12,2 °C                 | 1.439 mm                   | 1951-1980            |

- Classificazione climatica: zona E, 2689 GG
- Diffusività atmosferica: alta, Ibimet CNR 2002

## Storia
Sorto negli anni tra l'XI e il XII secolo, Castell'Azzara è ricordato nel 1216 come appartenente al contado aldobrandesco del ramo di Santa Fiora e fu da sempre nelle mire delle città confinanti di Siena e Orvieto. Nel 1297 divenne territorio della famiglia orvietana dei Baschi, fino a ritornare agli Aldobrandeschi fino al 1439, quando passò alla famiglia Sforza in seguito al matrimonio tra Cecilia Aldobrandeschi e Bosio Sforza. Castell'Azzara seguì da allora il destino della vicina Santa Fiora, finendo poi annesso al Granducato di Toscana nel XVII secolo.  Alla fine del XVIII secolo la famiglia Menichetti divenne feudataria degli Sforza, unendosi poi con i Conti Ricci, e mantenendo, come Ricci Menichetti, una presenza importante fino all'inizio del XX secolo.
Importante centro minerario tra XIX e XX secolo, è oggi un piccolo borgo poco popolato arroccato sulle pendici orientali del Monte Civitella.
Durante la seconda guerra mondiale, nel periodo dell'occupazione tedesca e della Repubblica Sociale Italiana, sono arrestati ai primi di dicembre 1943 a Castell'Azzara i quattro componenti della famiglia ebrea dei Della Riccia-Finzi, che da Livorno, ottenuta la "discriminazione", si erano lì trasferiti per lavorare alle miniere del Siele. Moriranno tutti ad Auschwitz nel maggio 1944, inclusa la piccola Gigliola, nata nel frattempo il 19 febbraio 1944 durante la detenzione della famiglia al campo di concentramento di Roccatederighi.

### Simboli
Lo stemma di Castell'Azzara è costituito da uno scudo sannitico a sfondo bianco su cui è raffigurata una fortezza rossa con tre torri sormontate da tre dadi da gioco. Lo stemma, riconosciuto con D.C.G. del 22 ottobre 1929, ha la seguente blasonatura ufficiale: 
Il significato dei dadi, e da qui il toponimo, è legato alla tradizione che vuole il castello oggetto di una contesa tra due fratelli Aldobrandeschi: contesa che fu risolta con una partita a zara, gioco d'azzardo medievale con dadi.
Il gonfalone è un drappo di bianco bordato d’oro.

## Monumenti e luoghi d'interesse

### Architetture religiose

#### Chiese parrocchiali
- Chiesa di San Nicola di Bari, documentata sin dal 1276. L'edificio recente è frutto di una ricostruzione totale avvenuta tra il 1841 e il 1850. Tra il 1923 e il 1933 sono stati effettuati alcuni interventi di restauro. All'interno è conservata una tela seicentesca raffigurante l'Assunta con i santi Martino e Niccolò.[10] La parrocchia di San Nicola conta circa 900 abitanti.[11]
- Chiesa di San Nicola da Tolentino, situata nella frazione di Selvena, è stata costruita nel 1797 e consacrata nel 1838, con l'aggiunta del campanile nel 1850. L'edificio è stato restaurato radicalmente nel 1935. La chiesa sorge a sostituzione dell'antica pieve fatta costruire nel 1238 dalla contessa Tomasia, come ricorda una targa posta sullo spigolo sinistro della facciata, proveniente dalla vecchia pieve.[12] La parrocchia di Selvena conta circa 540 abitanti.[13]

#### Chiese minori
- Chiesa della Madonna del Rosario, chiamata anche chiesa della Maestà da un affresco – oggi perduto – che raffigurava la "Maestà", è situata in via Cesare Battisti ed è stata costruita tra il 1525 e il 1550. All'interno è custodita una tela del XVII secolo con la Madonna del Rosario e i santi Domenico e Caterina da Siena.[14]
- Chiesa della Misericordia, piccola chiesetta dedicata precedentemente anche a San Rocco, è oggi sconsacrata. Si presenta con la facciata a capanna e murature a intonaco.[15]
- Chiesa della Madonna della Pietraia, posta poco fuori dal paese, è chiamata anche Madonna della Pietà o delle Nevi e risale al XVII secolo. Precedentemente era qui situata una cappella detta della Scorciaia.[16]
- Chiesa di San Gregorio Magno, situata presso la Villa Sforzesca, si presenta con facciata a capanna intonacata e portale rettangolare architravato.[12]

### Architetture civili

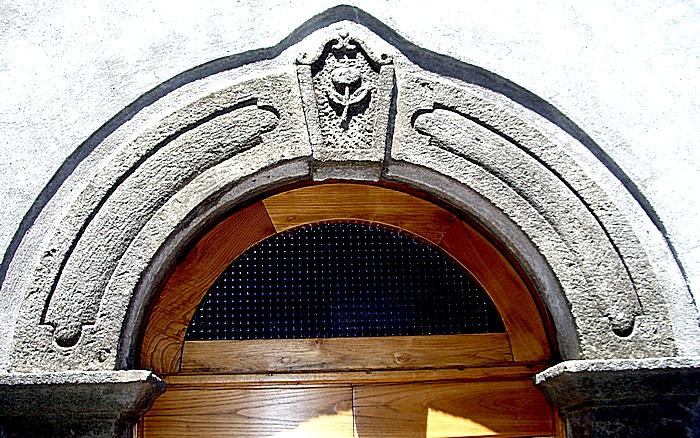
Particolare del portone di un edificio del centro storico

- Palazzo Comunale, situato in via Dante Alighieri, è stato realizzato alla fine del XIX secolo in stile neorinascimentale.[17] È stata la storica sede del Comune prima che questo venisse trasferito all'interno dell'ex monumento fascista.
- Palazzo delle Scuole, situato in via Dante Alighieri, è stato costruito nei primi anni del XX secolo e si presenta come un edificio a tre piani la cui facciata è decorata da un balcone e da finestre con cornicioni in trachite. Sempre sulla facciata è posta una targa in memoria di Alessandro Rabezzana, fondatore della società operaia locale.[18]
- Monumento fascista, ex asilo comunale, realizzato dall'architetto Giusti, è stato inaugurato nel 1928 e si presenta nel tipico stile architettonico fascista.[19] Ospita da pochi anni la sede del Comune.
- Palazzo del Capitano, situato in via Veneto, è stato edificato alla fine del XIX secolo e si presenta in stile neogotico.[20]
- Villa Sforzesca, imponente residenza degli Sforza, fu fatta costruire a partire dal 1576 per volere del cardinale Alessandro Sforza, lungo la strada provinciale che collega Castell'Azzara alla via Cassia a valle del paese. Dopo la morte di Alessandro, la struttura andò incontro ad un progressivo degrado e soltanto nel XIX secolo, con l'acquisizione da parte della famiglia Menichetti, poi Ricci Menichetti, iniziarono interventi volti al recupero dell'edificio. In più occasioni la famiglia Ricci Menichetti ospitò il granduca Leopoldo II, come attestato da due lapidi nella sala d'ingresso. Nel 1895 il Conte Giuseppe Ricci Menichetti, avendo spostato i suoi interessi a Certaldo e Milano, vendette la Sforzesca alla famiglia Baiocchi. Da questi poi all'Ente Maremma nel 1950 e al Comune di Castell'Azzara nel 1980. Tornata di nuovo in pessime condizioni, un significativo intervento di restauro tra la fine del XX e l'inizio del XXI secolo ha permesso di salvare la dimora dal degrado che oramai aveva già colpito irreversibilmente l'ala posteriore della struttura.[21]

### Architetture militari
- Rocca di Castell'Azzara, situata in via fratelli Bandiera, è ricordata sin dal 1366. Sostanzialmente modificata, si presenta come un edificio a due piani, con base a scarpa ed affiancato da una torre, l'odierna torre dell'Orologio, sopraelevata negli anni cinquanta del XX secolo.[14]
- Rocca Silvana, situata poco a sud di Selvena, si tratta di un antico castello degli Aldobrandeschi, ricordato sin dall'anno 833, di cui sono oggi visibili i ruderi.[12]
- Castello di Penna, castello aldobrandesco ricordato negli atti del 1216 e del 1274, si trova oggi sotto forma di ruderi.[15]

### Aree naturali
- Riserva naturale Monte Penna, area naturale protetta istituita nel 1996, si estende per 1 050 ettari nel territorio comunale di Castell'Azzara.

## Società

### Evoluzione demografica
Abitanti censiti

### Distribuzione degli abitanti
| Frazioni                   | Abitanti (2011) | Altitudine |
| -------------------------- | --------------- | ---------- |
| Castell'Azzara (capoluogo) | 980             | 816        |
| Selvena                    | 480             | 658        |
| Altre località             | 141             | -          |

### Tradizioni e folclore
- Palio di Selvena: palio dei somari si tiene ogni 15 agosto, per la festa dell'Assunzione di Maria, presso la frazione di Selvena. Le tre contrade che concorrono tra di loro sono: Belvedere, Borghetto e Molino.[senza fonte]

## Cultura

### Istruzione
Il comune ha a disposizione per i bambini/ragazzi delle località di Castell'Azzara, Selvena, Montevitozzo e San Giovanni delle Contee (le ultime due appartengono al comune di Sorano) la scuola dell'infanzia, la scuola elementare e la scuola media, tutte raggruppate un nuovo edificio scolastico costruito nel 2012, dotato di mensa, 3 piani per dividere le varie scuole e di tutte le precauzioni in caso di incendio e terremoto. La scuola fa parte dell'Istituto Comprensivo Statale "Umberto I" di Pitigliano. L'edificio scolastico di Castell'Azzara risulta essere uno dei più nuovi e dotati di ogni tipo di sicurezza di tutta la provincia.

#### Biblioteche
Castell'Azzara dispone di una piccola biblioteca comunale che conta poco più di 3 000 volumi. La biblioteca è stata fondata nel 1952 ed ha avuto l'ordinamento nel 1975.

#### Musei
Dal 2008 sono aperte al pubblico due gallerie minerarie del Cornacchino, che compongono la cosiddetta galleria Ritorta. I cunicoli sono lunghi alcune centinaia di metri e ruotano su se stessi. Per scendere è necessario munirsi di attrezzature adatte, fornite dalla Pro loco di Castell'Azzara, che gestisce il museo, ed essere obbligatoriamente condotti da una guida esperta. Il percorso è inserito nella rete museale provinciale Musei di Maremma.

### Cucina
- Ciaramito di Castell’Azzara
- Taglioli di Castell'Azzara
- Topi di Castell'Azzara
- Tortelli con imbiosima di patate lesse e ragù (tipici di Selvena)
- Tartufo Nero Scorzone di Castell’Azzara

## Geografia antropica
Il comune di Castell'Azzara possiede una sola frazione, mentre gli altri centri abitati del territorio sono identificati come località e borgate.

### Frazioni
- Selvena, unica frazione del comune di Castell'Azzara, è nata a partire dal XVII secolo nel luogo dove sorgeva l'antico insediamento alto-medievale di Rocca Silvana, del quale sono visibili i ruderi. Il paese è diviso nelle contrade di Belvedere, Borghetto e Molino.

### Altre località del territorio
- Poggio Montone, classificato nello statuto comunale come borgata, è un piccolo agglomerato di poche case situato a 2 chilometri a nord di Selvena.
- Querciolaia, classificata nello statuto comunale come borgata, si tratta di un insieme di caseggiati rurali posti lungo la strada provinciale Selvena, a metà strada tra Selvena e Montebuono.
- Sforzesca, classificata nello statuto comunale come località, è caratterizzata dalla presenza della monumentale Villa Sforzesca del XVI secolo.

## Infrastrutture e trasporti
Il comune di Castell'Azzara non possiede linee ferroviarie e superstrade o strade statali all'interno del proprio territorio. La principale via di comunicazione è la strada provinciale 4 Pitigliano-Santa Fiora, che unisce i due paesi maremmani attraversando Castell'Azzara. Scendendo verso la Valle del Paglia (fiume) e la Villa Sforzesca (Castell'Azzara), si arriva alla Strada statale 2 Via Cassia.

## Amministrazione
| Periodo        | Periodo        | Primo cittadino          | Partito                                                      | Carica                    | Note                                      |
| -------------- | -------------- | ------------------------ | ------------------------------------------------------------ | ------------------------- | ----------------------------------------- |
| 1985           | 1990           | Angelo Baldoni           | PSI                                                          | Sindaco                   |                                           |
| 1990           | 1995           | Sergio Papalini          | PCI-PDS                                                      | Sindaco                   |                                           |
| 23 aprile 1995 | 13 giugno 1999 | Luisa Romagnoli Papalini | PPI                                                          | Sindaco                   |                                           |
| 13 giugno 1999 | 12 giugno 2004 | Ivo Relitti              | DS                                                           | Sindaco                   |                                           |
| 13 giugno 2004 | 25 maggio 2014 | Marzio Mambrini          | lista civica di centro-sinistra                              | Sindaco                   |                                           |
| 25 maggio 2014 | 26 maggio 2019 | Fosco Fortunati          | lista civica di centro sinistra Solidarietà e Partecipazione | Sindaco                   |                                           |
| 26 maggio 2019 | 18 maggio 2022 | Maurizio Coppi           | Lista civica                                                 | Sindaco                   | Decaduto causa dimissioni dei consiglieri |
| 18 maggio 2022 | 14 maggio 2023 | Michele Bray             | -                                                            | commissario straordinario | [ 28 ] [ 29 ]                             |
| 15 maggio 2023 | in carica      | Tullio Tenci             | lista civica Uniti per il Comune                             | Sindaco                   |                                           |

### Altre informazioni amministrative
Il comune fa parte dell'unione dei comuni montani Amiata Grossetana.

## Sport
La principale squadra di calcio del comune è l'A.S.D. Castell'Azzara, che milita nel campionato di seconda categoria Toscana a girone unico.
È presente anche una associazione di Arcieri affiliata con tutte le altre realtà del Monte Amiata.